# Boaz Davidson

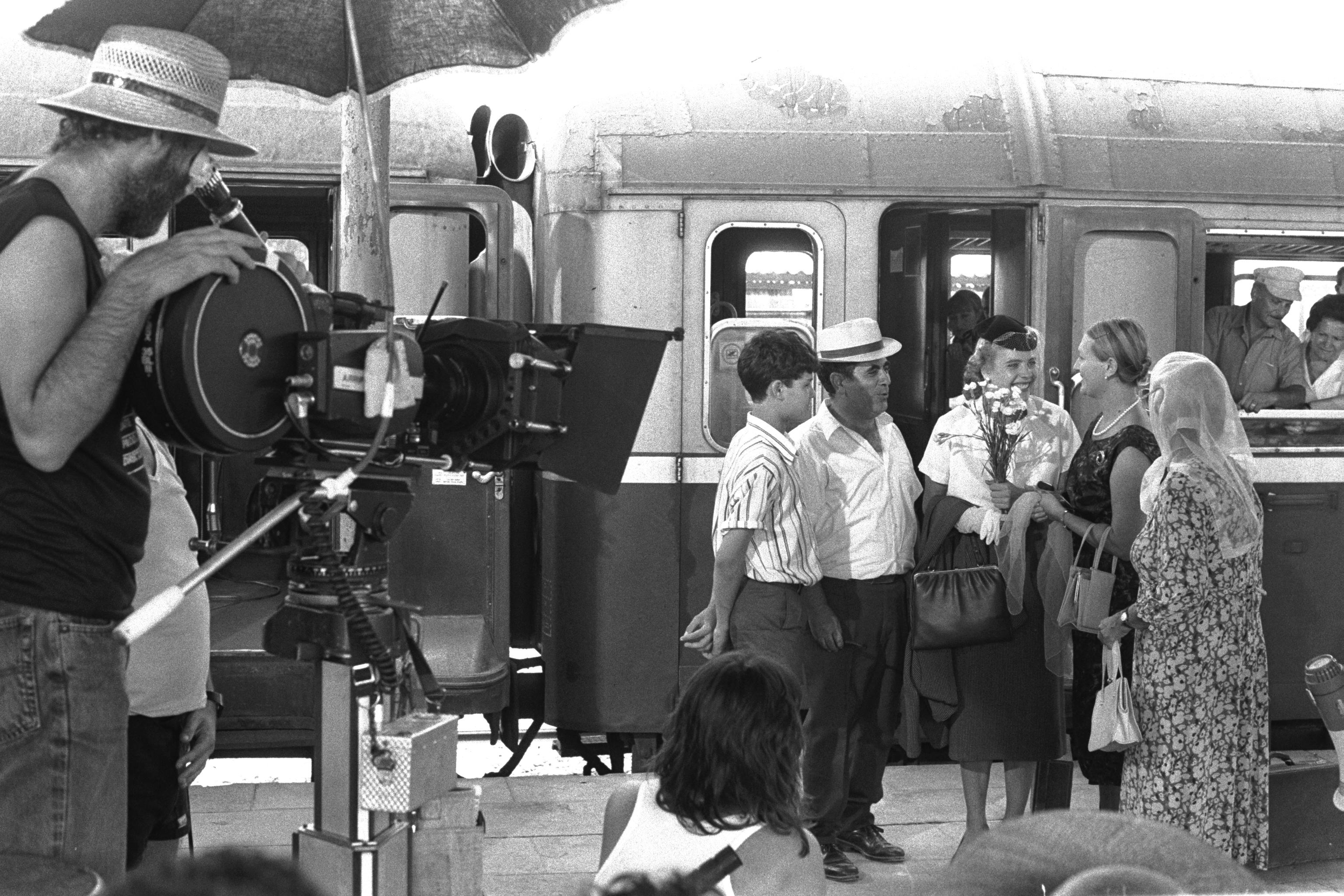

Boaz Davidson (hebreu: בועז דוידזון‎, boˈaz ˈdavidson; nascut el 8 de novembre de 1943) és un director de cinema israelià, productor i guionista. Va néixer a Tel-Aviv, Israel i va estudiar cinema a Londres a la London Film School.

## Biografia
Davidson va néixer a Tel-Aviv, Israel, en una família jueva. Va començar la seva carrera dirigint el programa de televisió Lool (1969) i el documental musical Shablul (1970). Més tard va dirigir pel·lícules de culte israelianes com Charlie Ve'hetzi (1974) i Hagiga B'Snuker (1975). El 1974 va dirigir la pel·lícula "Mishpahat Tzan'ani". Va dirigir les quatre primeres pel·lícules de la sèrie Eskimo Limon (Eskimo Limon (1978), Yotzim Kavua (1979), Shifshuf Naim (1981), Sapiches (1982). Eskimo Limon es va presentar al 28è Festival Internacional de Cinema de Berlín el 1978. El 1986 va dirigir la pel·lícula de culte Alex Holeh Ahavah.
El 1979 Davidson es va traslladar d'Israel als Estats Units i va començar a treballar com a director, dirigint un remake d' Eskimo Limon, The Last American Virgin el 1982.
Davidson va continuar treballant als Estats Units com a productor i guionista. Va participar en la producció de diverses pel·lícules importants, com ara 16 Blocks, The Wicker Man, La dàlia negra, Rambo i Esl mercenaris. També apareix com a productor al thriller Sota amenaça.

## Filmografia
| Any  | Títol                                    | Acreditat com | Acreditat com      | Acreditat com | Notes                                                                                 |
| Any  | Títol                                    | Director      | Guionista          | Productor     | Notes                                                                                 |
| ---- | ---------------------------------------- | ------------- | ------------------ | ------------- | ------------------------------------------------------------------------------------- |
| 1971 | Fifty-Fifty                              | Sí            | Sí                 | No            | Coescrit amb Assí Dayan i Nissim Azikri                                               |
| 1972 | Azit Hakalba Hatzanhanit                 | Sí            | Sí                 | No            | Coescrit amb Uzi Fleitman                                                             |
| 1974 | Charlie Ve'hetzi                         | Sí            | No                 | No            |                                                                                       |
| 1975 | The Long Night                           | Sí            | No                 | No            | Codirigit amb Tonino Cervi                                                            |
| 1975 | Hagiga B'Snuker                          | Sí            | No                 | No            |                                                                                       |
| 1976 | Mishpahat Tzan'ani                       | Sí            | No                 | No            |                                                                                       |
| 1976 | Lupo B'New York                          | Sí            | Sí                 | No            | Coescrit amb Shimon Yisraeli                                                          |
| 1977 | Mivtsa Yonatan                           | segona unitat | No                 | No            |                                                                                       |
| 1978 | Eskimo Limon                             | Sí            | Sí                 | No            | Coescrit amb Eli Tavor                                                                |
| 1978 | It's a Funny, Funny World                | No            | Sí                 | No            |                                                                                       |
| 1979 | Yotzim Kavua                             | Sí            | Sí                 | No            | Coescrit amb Eli Tavor                                                                |
| 1980 | La llavor de la innocència               | Sí            | Sí                 | No            | Coescrit amb Stu Krieger                                                              |
| 1981 | Bombolla calenta                         | Sí            | Sí                 | No            | Coescrit amb Eli Tavor and Sam Waynberg                                               |
| 1981 | Matança a l'hospital                     | Sí            | argument           | No            |                                                                                       |
| 1982 | The Last American Virgin                 | Sí            | Sí                 | No            |                                                                                       |
| 1982 | El soldat piruleta                       | Sí            | Sí                 | No            | Coescrit amb Eli Tavor                                                                |
| 1983 | Private Manoeuvres                       | No            | Sí                 | No            |                                                                                       |
| 1983 | Baby Love                                | No            | Sí                 | No            | Coescrit amb Eli Tavor i Dan Wolman                                                   |
| 1985 | Hot Resort                               | No            | Sí                 | No            | Guió coescrit amb John Robins i Norman Hudis                                          |
| 1986 | Alex Holeh Ahavah                        | Sí            | Sí                 | No            |                                                                                       |
| 1987 | Dutch Treat                              | Sí            | No                 | No            |                                                                                       |
| 1987 | Going Bananas                            | Sí            | No                 | No            |                                                                                       |
| 1988 | Salsa                                    | Sí            | Sí                 | No            | Guió coescrit amb Tomás Benitez i Shepard Goldman, argument coescit amb Eli Tavor     |
| 1989 | Crazy Camera                             | Sí            | Sí                 | Sí            | Coescrita i dirigida amb Tzvi Shissel                                                 |
| 1991 | Delta Force 3: The Killing Game          | No            | Sí                 | Sí            | Coescrit amb Andy Deutsch & Greg Latter                                               |
| 1992 | Licking the Raspberry                    | No            | No                 | Sí            |                                                                                       |
| 1992 | Tipat Mazal                              | No            | No                 | Sí            |                                                                                       |
| 1993 | American Cyborg: Steel Warrior           | Sí            | argument           | No            | Argument coescrit amb Christopher Pearce                                              |
| 1994 | Blood Run                                | Sí            | argument           | No            | Argument coescrit amb Dennis Dimster                                                  |
| 1995 | Lunarcop                                 | Sí            | No                 | No            |                                                                                       |
| 1995 | Wild Side                                | No            | No                 | coproductor   |                                                                                       |
| 1995 | Search and Destroy                       | No            | No                 | associate     |                                                                                       |
| 1995 | Hard Justice                             | No            | No                 | Sí            |                                                                                       |
| 1996 | The Last Days of Frankie the Fly         | No            | No                 | executiu      |                                                                                       |
| 1996 | Orion's Key                              | No            | argument           | No            | Coescrit amb Danny Lerner i Mark Roper                                                |
| 1997 | Plato's Run                              | No            | No                 | coproductor   |                                                                                       |
| 1997 | Dog Watch                                | No            | No                 | executiu      |                                                                                       |
| 1997 | American Perfekt                         | No            | No                 | executiu      |                                                                                       |
| 1997 | The Maker                                | No            | No                 | coproductor   |                                                                                       |
| 1997 | Santa Fe                                 | No            | No                 | executiu      |                                                                                       |
| 1997 | Looking for Lola                         | Sí            | argument           | Sí            | Argument coescrit amb John Thompson                                                   |
| 1998 | Armstrong                                | No            | No                 | associate     |                                                                                       |
| 1998 | Shadrach                                 | No            | No                 | Sí            |                                                                                       |
| 1998 | Some Girl                                | No            | No                 | Sí            |                                                                                       |
| 1998 | No Code of Conduct                       | No            | No                 | coproductor   |                                                                                       |
| 1998 | October 22                               | No            | No                 | co-executiu   |                                                                                       |
| 1998 | Outside Ozona                            | No            | No                 | executiu      |                                                                                       |
| 1999 | Guinevere                                | No            | No                 | executiu      |                                                                                       |
| 1999 | The Big Brass Ring                       | No            | No                 | executiu      |                                                                                       |
| 1999 | Cold Harvest                             | No            | No                 | Sí            |                                                                                       |
| 1999 | Assalt final                             | No            | No                 | Sí            |                                                                                       |
| 1999 | El quart pis                             | No            | No                 | Sí            |                                                                                       |
| 2000 | The Alternate                            | segona unitat | No                 | No            |                                                                                       |
| 2000 | For the Cause                            | No            | No                 | Sí            |                                                                                       |
| 2000 | Spiders                                  | No            | argument           | Sí            |                                                                                       |
| 2000 | Cocodril                                 | No            | argument           | Sí            |                                                                                       |
| 2000 | Octopus                                  | No            | argument           | Sí            |                                                                                       |
| 2001 | Nobody's Baby                            | No            | No                 | Sí            |                                                                                       |
| 2001 | Cold Heart                               | No            | No                 | Sí            |                                                                                       |
| 2001 | Forever Lulu                             | No            | No                 | Sí            |                                                                                       |
| 2001 | Spiders II: Breeding Ground              | No            | argument           | Sí            |                                                                                       |
| 2001 | U.S. Seals II                            | No            | argument           | Sí            |                                                                                       |
| 2001 | Temps límit                              | No            | No                 | executiu      |                                                                                       |
| 2001 | Fills d'un mateix déu                    | No            | No                 | executiu      |                                                                                       |
| 2001 | According to Spencer                     | No            | No                 | No            | The producers wish to thank                                                           |
| 2001 | Diary of a Sex Addict                    | No            | No                 | executiu      |                                                                                       |
| 2001 | The Order                                | No            | No                 | executiu      |                                                                                       |
| 2002 | Octopus 2: River of Fear                 | No            | argument           | Sí            | Argument coescrit amb Danny Lerner                                                    |
| 2002 | Panic                                    | No            | argument           | Sí            |                                                                                       |
| 2002 | Hard Cash                                | No            | No                 | executiu      |                                                                                       |
| 2002 | Crocodile 2: Death Swamp                 | No            | argument           | Sí            |                                                                                       |
| 2002 | Tot el que vull                          | No            | No                 | executiu      |                                                                                       |
| 2002 | Sense control                            | No            | argument           | Sí            |                                                                                       |
| 2002 | Terror a l'abisme                        | No            | No                 | Sí            |                                                                                       |
| 2003 | Killer Rats                              | No            | argument           | Sí            |                                                                                       |
| 2003 | Cult of Fury                             | No            | argument           | Sí            | Coescrit amb Danny Lerner                                                             |
| 2003 | A la gola del llop                       | No            | No                 | executiu      |                                                                                       |
| 2003 | Marines                                  | No            | No                 | Sí            |                                                                                       |
| 2003 | In Hell                                  | No            | No                 | executiu      |                                                                                       |
| 2003 | Special Forces                           | No            | No                 | Sí            |                                                                                       |
| 2003 | Alien Hunter                             | No            | argument           | Sí            | Argument coescrit amb J.S. Cardone                                                    |
| 2003 | Submarines                               | No            | No                 | Sí            |                                                                                       |
| 2003 | Out for a Kill                           | No            | No                 | executiu      |                                                                                       |
| 2003 | Air Marshal                              | No            | No                 | Sí            |                                                                                       |
| 2003 | Air Strike                               | No            | argument           | Sí            |                                                                                       |
| 2003 | Terror al mar                            | No            | No                 | Sí            |                                                                                       |
| 2003 | Blind Horizon                            | No            | No                 | executiu      |                                                                                       |
| 2004 | Desafiament a les aules                  | No            | No                 | No            | Special thanks                                                                        |
| 2004 | Skeleton Man                             | No            | No                 | executiu      |                                                                                       |
| 2004 | Alien Lockdown                           | No            | argument           | Sí            | Argument coescrit amb John Thompson and Ken Badish                                    |
| 2004 | Shadow of Fear                           | No            | No                 | executiu      |                                                                                       |
| 2004 | Lladres de ments                         | No            | No                 | Sí            |                                                                                       |
| 2004 | Assassí                                  | No            | No                 | executiu      |                                                                                       |
| 2005 | Larva                                    | No            | argument           | Sí            | Argument coescrit amb Ken Badish                                                      |
| 2005 | Mansquito                                | No            | argument           | Sí            | Argument coescrit amb Ken Badish & Ray Cannella                                       |
| 2005 | Raging Sharks                            | No            | No                 | executiu      |                                                                                       |
| 2005 | Snakeman                                 | No            | argument           | Sí            | Argument coescrit amb Ken Badish                                                      |
| 2005 | Submergits                               | No            | No                 | executiu      |                                                                                       |
| 2005 | Hammerhead: Shark Frenzy                 | No            | argument           | Sí            | Argument coescrit amb Ken Badish                                                      |
| 2005 | Mozart and the Whale                     | No            | No                 | Sí            |                                                                                       |
| 2005 | Venjador                                 | No            | No                 | executiu      |                                                                                       |
| 2005 | The Mechanik                             | No            | No                 | executiu      |                                                                                       |
| 2005 | The Cutter                               | No            | No                 | executiu      |                                                                                       |
| 2006 | 16 carrers                               | No            | No                 | executiu      |                                                                                       |
| 2006 | End Game                                 | No            | No                 | executiu      |                                                                                       |
| 2006 | Undisputed 2: Last Man Standing          | No            | argument           | Sí            |                                                                                       |
| 2006 | Mercenary for Justice                    | No            | No                 | executiu      |                                                                                       |
| 2006 | Journey to the End of the Night          | No            | No                 | executiu      |                                                                                       |
| 2006 | Lonely Hearts                            | No            | No                 | Sí            |                                                                                       |
| 2006 | Relative Strangers                       | No            | No                 | executiu      |                                                                                       |
| 2006 | The Black Hole                           | No            | argument           | Sí            | Argument coescrit amb Ken Badish                                                      |
| 2006 | La dàlia negra                           | No            | No                 | executiu      |                                                                                       |
| 2006 | Edison: Ciutat sense llei                | segona unitat | No                 | Sí            |                                                                                       |
| 2006 | The Wicker Man                           | segona unitat | No                 | Sí            |                                                                                       |
| 2006 | The Contract                             | No            | No                 | executiu      |                                                                                       |
| 2006 | Wicked Little Things                     | No            | argument           | Sí            |                                                                                       |
| 2006 | Home of the Brave                        | No            | No                 | executiu      |                                                                                       |
| 2007 | King of California                       | No            | No                 | executiu      |                                                                                       |
| 2007 | Gryphon                                  | No            | Sí                 | executiu      | Guió coescrit amb Ken Badish, Sean Keller i Tim Cox, Argument coescrit amb Ken Badish |
| 2007 | 88 minuts                                | No            | No                 | executiu      |                                                                                       |
| 2007 | Va desafiar la mort                      | No            | No                 | executiu      |                                                                                       |
| 2007 | Bobby Z                                  | No            | No                 | executiu      |                                                                                       |
| 2007 | When Nietzsche Wept                      | No            | No                 | executiu      |                                                                                       |
| 2007 | Mega Snake                               | No            | argument           | Sí            |                                                                                       |
| 2007 | Finding Rin Tin Tin                      | No            | No                 | executiu      |                                                                                       |
| 2007 | Showdown at Area 51                      | No            | No                 | executiu      |                                                                                       |
| 2007 | Blonde Ambition                          | No            | No                 | executiu      |                                                                                       |
| 2008 | Mad Money                                | segona unitat | No                 | executiu      |                                                                                       |
| 2008 | Rambo                                    | No            | No                 | executiu      |                                                                                       |
| 2008 | Hero Wanted                              | No            | No                 | executiu      |                                                                                       |
| 2008 | Day of the Dead                          | No            | No                 | Sí            |                                                                                       |
| 2008 | War, Inc.                                | No            | No                 | executiu      |                                                                                       |
| 2008 | My Mom's New Boyfriend                   | No            | No                 | executiu      |                                                                                       |
| 2008 | Assassí just                             | No            | No                 | executiu      |                                                                                       |
| 2008 | Shark in Venice                          | No            | No                 | executiu      |                                                                                       |
| 2008 | Train                                    | No            | No                 | Sí            |                                                                                       |
| 2008 | The Prince & Me: A Royal Honeymoon       | No            | No                 | executiu      |                                                                                       |
| 2008 | Private Valentine: Blonde & Dangerous    | No            | No                 | Sí            |                                                                                       |
| 2009 | Thick as Thieves                         | No            | No                 | executiu      |                                                                                       |
| 2009 | Els amos de Brooklyn                     | No            | No                 | executiu      |                                                                                       |
| 2009 | Direct Contact                           | No            | No                 | executiu      |                                                                                       |
| 2009 | It's Alive                               | No            | No                 | executiu      |                                                                                       |
| 2009 | Labor Pains                              | No            | No                 | executiu      |                                                                                       |
| 2009 | Streets of Blood                         | No            | No                 | executiu      |                                                                                       |
| 2009 | Command Performance                      | No            | No                 | executiu      |                                                                                       |
| 2009 | Lies & Illusions                         | No            | No                 | executiu      |                                                                                       |
| 2009 | Bad Lieutenant: Port of Call New Orleans | No            | No                 | executiu      |                                                                                       |
| 2009 | Leaves of Grass                          | No            | No                 | executiu      |                                                                                       |
| 2009 | Solitary Man                             | No            | No                 | executiu      |                                                                                       |
| 2009 | Ninja                                    | segona unitat | Sí                 | Sí            | Guió coescrit amb Michael Hurst                                                       |
| 2009 | Double Identity                          | No            | No                 | executiu      |                                                                                       |
| 2010 | The Prince & Me: The Elephant Adventure  | No            | argument           | executiu      |                                                                                       |
| 2010 | Els mercenaris                           | No            | No                 | executiu      |                                                                                       |
| 2010 | Cool Dog                                 | No            | No                 | executiu      |                                                                                       |
| 2010 | Confia en mi                             | No            | No                 | executiu      |                                                                                       |
| 2010 | Bunraku                                  | No            | argument           | No            |                                                                                       |
| 2011 | El mecànic                               | No            | No                 | executiu      |                                                                                       |
| 2011 | The Son of No One                        | No            | No                 | executiu      |                                                                                       |
| 2011 | Fúria cega                               | No            | No                 | executiu      |                                                                                       |
| 2011 | Elephant White                           | No            | No                 | executiu      |                                                                                       |
| 2011 | Conan the Barbarian                      | No            | No                 | Sí            | Additional segona unitat director                                                     |
| 2011 | Sota amenaça                             | No            | No                 | executiu      |                                                                                       |
| 2012 | The Paperboy                             | No            | No                 | executiu      |                                                                                       |
| 2012 | The Expendables 2                        | No            | No                 | executiu      | Additional segona unitat director                                                     |
| 2012 | The Iceman                               | No            | No                 | executiu      |                                                                                       |
| 2012 | Playing for Keeps                        | No            | No                 | executiu      |                                                                                       |
| 2013 | Straight A's                             | No            | No                 | executiu      | Uncredited                                                                            |
| 2013 | Lovelace                                 | No            | No                 | executiu      |                                                                                       |
| 2013 | Spiders 3D                               | No            | No                 | executiu      | Also development executiu                                                             |
| 2013 | Objectiu: La Casa Blanca                 | No            | No                 | executiu      |                                                                                       |
| 2013 | As I Lay Dying                           | No            | No                 | executiu      |                                                                                       |
| 2013 | Killing Season                           | No            | No                 | executiu      |                                                                                       |
| 2013 | Ninja: Shadow of a Tear                  | No            | based on the movie | Sí            |                                                                                       |
| 2013 | Homefront                                | No            | No                 | executiu      |                                                                                       |
| 2014 | Hèrcules: L'origen de la llegenda        | No            | No                 | Sí            |                                                                                       |
| 2014 | The Expendables 3                        | No            | No                 | executiu      |                                                                                       |
| 2014 | Before I Go to Sleep                     | No            | No                 | executiu      |                                                                                       |
| 2015 | Survivor                                 | No            | No                 | executiu      |                                                                                       |
| 2015 | Intruders                                | No            | No                 | No            | Special thanks                                                                        |
| 2015 | Septembers of Shiraz                     | No            | No                 | executiu      |                                                                                       |
| 2016 | London Has Fallen                        | No            | No                 | executiu      |                                                                                       |
| 2016 | Criminal                                 | No            | No                 | executiu      |                                                                                       |
| 2016 | Mechanic: Resurrection                   | No            | No                 | executiu      |                                                                                       |
| 2016 | Boyka: Undisputed                        | No            | argument           | Sí            |                                                                                       |
| 2017 | The Hitman's Bodyguard                   | No            | No                 | executiu      |                                                                                       |
| 2017 | Leatherface                              | No            | No                 | executiu      |                                                                                       |
| 2017 | Acts of Vengeance                        | No            | No                 | Sí            |                                                                                       |
| 2017 | Bigfoot                                  | No            | No                 | executiu      |                                                                                       |
| 2017 | Bullet Head                              | No            | No                 | executiu      |                                                                                       |
| 2017 | Day of the Dead: Bloodline               | No            | No                 | Sí            |                                                                                       |
| 2018 | Hunter Killer                            | No            | No                 | executiu      |                                                                                       |
| 2018 | 211                                      | No            | No                 | executiu      |                                                                                       |
| 2019 | Angel Has Fallen                         | No            | No                 | executiu      |                                                                                       |
| 2019 | Blackbird                                | No            | No                 | executiu      |                                                                                       |
| 2019 | Rambo: Last Blood                        | No            | No                 | executiu      |                                                                                       |
| 2019 | Kill Chain                               | No            | No                 | executiu      |                                                                                       |
| 2020 | The Outpost                              | No            | No                 | executiu      | Head of creative affairs                                                              |
| 2021 | Hitman's Wife's Bodyguard                | No            | No                 | executiu      |                                                                                       |
| 2021 | Till Death                               | No            | No                 | executiu      |                                                                                       |
| 2021 | Jolt                                     | No            | No                 | executiu      |                                                                                       |
| 2021 | The Protégé                              | No            | No                 | executiu      |                                                                                       |
| TBA  | Abyzou                                   | No            | No                 | executiu      |                                                                                       |
| TBA  | The Enforcer                             | No            | No                 | executiu      |                                                                                       |
| TBA  | The Expendables 4                        | No            | No                 | executiu      |                                                                                       |